# Tak (město)
Tak (thajsky ตาก) je město v západním Thajsku při řece Ping. Město je administrativním centrem Provincie Tak. Má přibližně 18 tisíc obyvatel.

## Geografie
Asi 25 km na západ od města se nachází národní park Taksin Maharat a město ze severu a západu obklopuje pohoří Thanon Thong Chai. Leží na řece Ping.

## Doprava
Ve městě se kříží silnice 1 se silnicí 12.